# Looney Tunes: Rabbits Run
Looney Tunes: Rabbits Run (Looney Tunes: Conejos en fuga en Latinoamérica, y Looney Tunes: Un perfume nunca visto en España) es una película animada dirigida por Jeff Siergey. Se estrenó en Estados Unidos el 7 de julio de 2015 solo para WallMart/Vudu y fue estrenado en general el 4 de agosto de 2015. Es secuela de la serie animada de El show de los Looney Tunes, estrenada en 2011.

## Argumento
La película cuenta con Bugs Bunny y su novia Lola Bunny involucrado en un esquema que rodea a la invención de un aerosol invisibilidad altamente codiciado, lo que les lleva a las calles de la ciudad de Nueva York y París.

## Elenco

### Voces en inglés 🇺🇸
(En orden alfabético)
- Fred Armisen como Speedy Gonzales.
- Bob Bergen como Porky Pig.
- Jeff Bergman como Bugs Bunny, Pato Lucas, El Gallo Claudio, Pepé Le Pew.
- Jess Harnell como Tosh Gopher, Pete Puma.
- Damon Jones como Marvin el marciano.
- Maurice LaMarche como Sam Bigotes.
- Rob Paulsen como Mac Gopher.
- Ariane Price como Mujer francesa, Mujer con disfraz de perfume.
- Rachel Ramras como Lola Bunny.
- Jim Rash como Cecil la tortuga.
- Michael Serrato como Giovanni Jones.
- Billy West como Elmer Gruñón.

### Doblaje al español (Hispanoamérica) 🇲🇽
El doblaje para Latinoamérica, fue doblado en el estudio de doblaje Art Sound México mismo estudio quien doblo en la serie bajo la dirección por Jorge Roig.
- Luis Alfonso Mendoza - Bugs Bunny.
- Carla Castañeda - Lola Bunny
- Irwin Daayán - Pato Lucas.
- Ernesto Lezama - Porky Pig y Speedy Gonzales
- Javier Olguín - Tosh gopher.
- Gabriel Ortiz - Mac gopher.
- Carlos Íñigo - Elmer Gruñón y Pete Puma.
- Carlos del Campo - Pepe Le Pew
- César Soto - Sam Bigotes.
- Rafael Pacheco - Marvin el Marciano
- Octavio Rojas - Gallo Claudio
- Víctor Covarrubias - Cecil la tortuga.
- Jorge Roig Jr. - Insertos/Anunciador.
- ¿? - Mujer francesa.
- ¿? - Mujer con disfraz de perfume.
- ¿? - Giovanni Jones.

### España
- Xavier Fernández - Bugs Bunny.
- Isabel Valls - Lola Bunny.
- Juan Antonio Bernal - Pato Lucas.
- Alberto Mieza - Porky Pig y Elmer Fudd.
- Marc Zanni - Marvin el Marciano.
- Jordi Royo - Gallo Claudio.
- Jordi Ribes - Giovanni Jones.
- Alberto Trifol Segarra - Speedy González.
- Miguel Ángel Jenner - Pepe Le Pew.
- Javier Viñas - Sam Bigotes, Insertos.
- ¿? - Tortuga Cecil.
- ¿? - Pete Puma.

Créditos técnicos
- Estudio de doblaje - Art Sound México.
- Dirección de doblaje - Jorge Roig.
- Traductor y Adaptador - Carolina Fierro
- Fecha de grabación - julio o agosto de 2015
- País de doblaje -  México

- Datos: Q19864298